# Єремія III Константинопольський
Патріарх Єремія III (грец. Ιερεμίας Γ΄; пом. жовтень 1735, Велика Лавра, Афон) — єпископ Константинопольської православної церкви, патріарх Константинопольський.

## Біографія
Народився між 1650 та 1660 роками на острові Патмос. Там же був висвячений у сан священника. Служив священником на острові Халки, а потім у Митрополії Кесарії Каппадокійської.
У листопаді 1707 став митрополитом Кесарії Каппадокійської, змінивши покликаного на Константипольську кафедру Кипріяна.
23 (25) березня 1716 року обраний патріархом Константинопольським.
На початку свого правління патріарх Єремія спробував запровадити деякі зміни до порядку дотримання Петровського посту. Згідно з думкою грецького історика Афанасія Комніна-Іпсіланті, в 1719 році деякі жителі Фанара почали порушувати Петровський піст. Патріарх Єремія вирішив домогтися того, щоб і порушники посту, які тільки скорочували його тривалість, не засуджувалися, і ті, що суворо постили, заспокоїлися. Він скликав Собор у Константинополі та запропонував прийняти постанову про те, щоб надалі Петровський піст мав певну тривалість, як і інші церковні пости, а саме не більше 20 днів. На Соборі окрім деяких архієреїв та кліриків Константипольського Патріархату був присутній патріарх Єрусалимський Хрисанф (Нотара). Прийняттю рішення Єремії про пост завадили його противники з народу — головним чином продавці риби та сировари. Зацікавлені у справі з комерційної точки зору, вони зібралися біля будівлі патріархії та почали голосно кричати, що архієреї хочуть спотворити християнську віру. Цей протест подіяв на учасників Собору, і, попри згоду з пропозицією патріарха, вони не ухвалили рішення про пост.
Десятилітнє патріарство Єремії було найдовшим періодом безперервного правління одного ієрарха у XVIII столітті, оскільки османська влада практикувала частию зміну настоятелів Константинопольської Церкви. Крім цього Єремії вдалося впоратися з двома спробами повалити його, ймовірно за звинуваченням у підтримці Московського царства: 1 січня 1718 р.оку Митрополит Прузський Кирило був обраний новим патріархом, але Єремія повернувся на престол вже 17 січня; в 1720 році він був заарештований і його суперник, попередній Патріарх Кирило IV, правив з 10 по 22 січня, коли був повернений Єремія.
1718 року московський цар Петро I у листі запитував думку патріарха Єремії щодо визнання дійсності хрещення протестантів. Єремія, спираючись на рішення свого попередника патріарха Кипріяна щодо католиків, визнав, що протестанти, які перейшли до Православ'я, потребують не перехрещення, а лише миропомазання (якщо вони не проходили конфірмацію раніше).
Однак після того, як прийняття унії з Римом внесло розкол в Антіохійський Патріархат, Патріарх Єремія разом з іншими східними патріархами в 1722 засудив «помилки латинян».
У 1721 році Петро I звернувся до Єремії та інших східних патріархів з клопотанням про визнання ними Святішого Синоду як керівного органу Російської Православної Церкви замість інституту патріаршества. Наприкінці 1723 року Константинопольський і Антіохійський патріархи особливою грамотою визнали Святіший Синод своїм «у Христі братом», що має рівну патріаршу гідність.
Після того, як мелькити в Дамаску обрали прозахідного Кирила Танаса новим патріархом Антіохійським, Єремія оголосив ці вибори недійсним, відлучив його від Церкви, і призначив молодого ченця Сильвестра новим патріархом. 8 жовтня 1724 року очолив архієрейську хіротонію Сильвестра.
Єремія був остаточно повалений на 19 листопада 1726 після його конфлікту з правителем Молдавії Григоре II Гікою, який виник через відмову патріарха Єремії надати розлучення братові Гіки, і був засланий на гору Сінай.
В 1732 Єремія був повернутий з заслання і 15 вересня 1732 обраний патріархом Константинопольським вдруге.
Але вже в березні 1733 року пішов на спочинок оскільки отримав параліч, після чого пішов на Афон у Велику Лавру, де помер у жовтні 1735 року.